# Cerastium diffusum
Cerastium diffusum é uma espécie de planta com flor pertencente à família Caryophyllaceae. 
A autoridade científica da espécie é Pers., tendo sido publicada em Synopsis Plantarum 1: 520. 1805.

## Portugal
Trata-se de uma espécie presente no território português, nomeadamente os seguintes táxones infraespecíficos:
- Cerastium diffusum subsp. diffusum - presente em Portugal Continental e no Arquipélago da Madeira. Em termos de naturalidade é nativa das duas regiões atrás referidas. Não se encontra protegida por legislação portuguesa ou da Comunidade Europeia.